# Since We Met
Albums de Bill Evans
The Tokyo Concert
(1973) Symbiosis
(1974)
Since We Met est un album du pianiste de jazz Bill Evans enregistré en 1974 et édité en 1976 sur le label . Bill Evans est accompagné par Eddie Gomez à la contrebasse et Marty Morell à la batterie.

## Historique

### Enregistrements
Les sept morceaux sont interprétés en public le 11 et 12 janvier 1974 au célèbre club de jazz Village Vanguard situé à New York. 
L'album paraît en 1976 aux États-Unis sur le label Fantasy Records.
| Musicien     | Instrument  |  | Équipe technique            |             |
| ------------ | ----------- |  | --------------------------- | ----------- |
| Bill Evans   | piano       |  | Orrin Keepnews, Helen Keane | producteur  |
| Eddie Gomez  | contrebasse |  | Michael De Lugg             | ingénieur   |
| Marty Morell | batterie    |  | Max Gordon                  | liner notes |

## Titres de l’album
L'album d'origine propose sept morceaux.
| N°     | Titre              | Compositeur                    | Durée |
| ------ | ------------------ | ------------------------------ | ----- |
| Face 1 |                    |                                |       |
| 1.     | Since We Met       | Bill Evans                     | 8 :52 |
| 2.     | Midnight Mood      | Joe Zawinul                    | 6:53  |
| 3.     | See-Saw            | Cy Coleman, Dorothy Fields     | 6:53  |
| Face 2 |                    |                                |       |
| 4.     | Sareen Jurer       | Earl Zindars                   | 6:39  |
| 5.     | Time Remembered    | Bill Evans                     | 5:27  |
| 6.     | Turn Out The Stars | Bill Evans                     | 5:07  |
| 7.     | But Beautiful      | Johnny Burke, Jimmy Van Heusen | 6:21  |

## Réception
L'auteur et critique Scott Yanow indique sur AllMusic que l'album est représentatif du jeu du pianiste en concert au début des années 1970.